# Wemersoniella duartei
Wemersoniella duartei är en blötdjursart som beskrevs av Victor Scarabino 1986. Wemersoniella duartei ingår i släktet Wemersoniella och familjen Wemersoniellidae. Inga underarter finns listade i Catalogue of Life.